# 高雄市政府環境保護局
高雄市政府環境保護局（英語：Environmental Protection Bureau Kaohsiung City Government，簡稱高雄市環境保護局、高雄市環保局、高市環保局），是高雄市政府負責處理環境保護事務的一級機關。最初於1953年7月1日成立高雄市水肥處理委員會，2010年12月25日和高雄市政府環境保護局合併成新的高雄市政府環境保護局。

## 沿革
- 1953年7月1日，高雄市政府成立高雄市水肥處理委員會
- 1972年5月1日，高雄市水肥處理委員會和高雄市衛生局清潔隊合併成立高雄市清潔管理所
- 1979年7月1日，因高雄市改制院轄市，高雄市清潔管理所升格為高雄市政府環境管理處，擴大業務範圍
- 1982年7月1日，高雄市政府環境管理處依行政院《加強台灣地區環境保護方案》改制為高雄市政府環境保護局
- 1997年7月1日，高雄市政府環境保護局成立中區資源回收廠、南區資源回收廠焚化處理垃圾
- 2010年12月25日高雄市縣合併，原高雄縣政府環境保護局與高雄縣各鄉鎮市公所清潔隊員額納編，合併成立高雄市政府環境保護局
- 2015年10月15日，為維護高雄市環境品質，推動城市永續發展，制訂法規《高雄市環境維護管理自治條例》
- 2017年5月18日，修正《高雄市環境維護管理自治條例》第3.13.18-1.18-2.21-1.21-2.22.26-1.27.28-1條
- 2020年9月28日，將《高雄市環境維護管理自治條例》第7條現行條文「為減緩溫室氣體效應，主管機關應推動每周一日為蔬食日」修正為「為減緩溫室氣體效應，主管機關應推動每周一日為蔬食日，推動對象包含本市轄內各級機關學校、國營事業及各工業（園）區」。[1]

來源：

## 組織架構

### 局本部
- 局長
- 副局長
- 主任秘書
  - 簡任技正
  - 專門委員

### 內部單位
- 空污與噪音防制科
- 土壤及水污染防治科
- 環境衛生管理科【設區清潔隊、溝渠清疏隊及登革熱防治隊】
- 廢棄物管理科【設廢棄物處理隊】
- 綜合計畫科
- 環境稽查科
- 環境檢驗科
- 人事室
- 會計室
- 秘書室
- 政風室
- 勞工安全衛生室
- 修車廠
- 中區資源回收廠【含岡山資源回收廠】
- 南區資源回收廠【含仁武資源回收廠】

## 管轄機關
- 中區資源回收廠
- 南區資源回收廠
- 岡山資源回收廠
- 仁武資源回收廠
- 37區清潔隊

## 外部連結
- 高雄市政府環境保護局 （页面存档备份，存于）（繁體中文）